# Andi Vasluianu
Andi Vasluianu (pronunciación en rumano: ˈandi vasluˈjanu); 23 de junio de 1974) es un actor de cine de nacionalidad rumana. Ha aparecido en más de cincuenta películas desde 2000.

## Filmografía
| Year | Title                  | Role  | Notes |
| ---- | ---------------------- | ----- | ----- |
| 2012 | Of Snails and Men      |       |       |
| 2010 | Bibliothèque Pascal    |       |       |
| 2010 | East Side Stories      |       |       |
| 2008 | Gruber's Journey       |       |       |
| 2007 | California dreamin'    |       |       |
| 2006 | Marilena from P7       |       |       |
| 2006 | The Paper Will Be Blue |       |       |
| 2002 | The Rage               | Felie |       |

| Año  | Título      | Función | Notas |
| ---- | ----------- | ------- | ----- |
| 2005 | Băieți buni |         |       |